# Mekka-prijs
De Mekka-prijs is een jaarlijkse prijs, ingesteld in 1993 door uitgeverij Nijgh & Van Ditmar. Toekenning van de prijs geschiedt door middel van het turven van de meestgenoemde titels op door ca. 100 vooraanstaande critici opgestelde voorkeurslijsten. Aan de prijs is geen geldbedrag verbonden. Na 1996 is de prijs niet meer uitgereikt.
De prijswinnaars zijn: 
- 1996: Georges Perec, bekroond werk: Het leven een gebruiksaanwijzing
- 1995: Nicolaas Matsier, bekroond werk: Gesloten huis
- 1994: Donna Tartt, bekroond werk: De verborgen geschiedenis
- 1993: Harry Mulisch, bekroond werk: De ontdekking van de hemel